# Хоппе, Рене
Рене Хоппе (нем. René Hoppe, 9 декабря 1976, Эльсниц, Саксония) — немецкий бобслеист, выступающий за сборную Германии с 1999 года. Олимпийский чемпион Турина, неоднократный чемпион мира и Европы.

## Биография
Рене Хоппе родился 9 декабря 1976 года в городе Эльсниц, Саксония. Заниматься бобслеем начал во время службы в немецкой армии, в 1995 году вышел на профессиональный уровень и попал в национальную сборную. Показывать выдающиеся результаты начал с 2000 года, после присоединения к команде пилота Андре Ланге. Вместе им удалось выиграть золото и серебро на чемпионате мира в Альтенберге, а также серебряную медаль в Санкт-Морице. Однако, несмотря на череду успешных выступлений, из-за высокой конкуренции спортсмена так и не взяли на Олимпийские игры в Солт-Лейк-Сити.
Продолжая выступать на высоком уровне, Хоппе ещё три раза стал чемпионом мира, подтвердив своё право на место в главной сборной Германии. В 2006 году поехал защищать честь страны на Олимпийские игры в Турин, где вместе с Ланге, Кевином Куске и Мартином Путце завоевал золотую награду в зачёте четырёхместных экипажей. В 2007 году стал обладателем бронзы мирового первенства, год спустя вновь занял первое место чемпионата мира, уже пятый раз в карьере.
Хоппе планировал принять участие в Играх 2010 года в Ванкувере, однако из-за давней травмы икроножной мышцы вынужден был отказаться от этого. Помимо всего прочего, в послужном списке спортсмена две золотые медали с чемпионатов Европы, выигранные в двойках и четвёрках. Кроме спортивной деятельности, Хоппе является солдатом немецкой армии.